# Arrakis
Arrakis (/əˈrɑːkɪs/ [əˈrækɨs]) es un planeta desierto del género ficticio ideado por Frank Herbert en su serie de novelas de la saga de Dune.
También conocido como Dune por su geografía compuesta casi en su totalidad por un desierto de dunas de arena, —más tarde llamado Rakis— Arrakis es presentado en las novelas como el centro alrededor del cual gira el universo de Dune en muchas formas.
Lugar de refugio de las tribus fremen, descendientes de antiguos refugiados zensunni, Arrakis es el único lugar donde se encuentra la melange, producida por los gigantescos gusanos de arena que habitan en sus desiertos; bajo el reinado de Paul Muad'dib Atreides se convierte en capital imperial y también centro del Imperio Galáctico de Leto II, el Dios Emperador.

## El planeta
Arrakis es el tercer planeta del sistema Canopus, en la constelación del Navío Argo, en nuestra galaxia. Su superficie está cubierta por un inmenso desierto, a excepción de los diminutos casquetes polares, de los que se extrae parte del agua que luego se distribuye en los enclaves poblados. El resto del agua se extrae del aire por medio de trampas cazadoras de viento. La fuerza de la gravedad es de nueve décimas en comparación con la Tierra.

### Fauna y flora

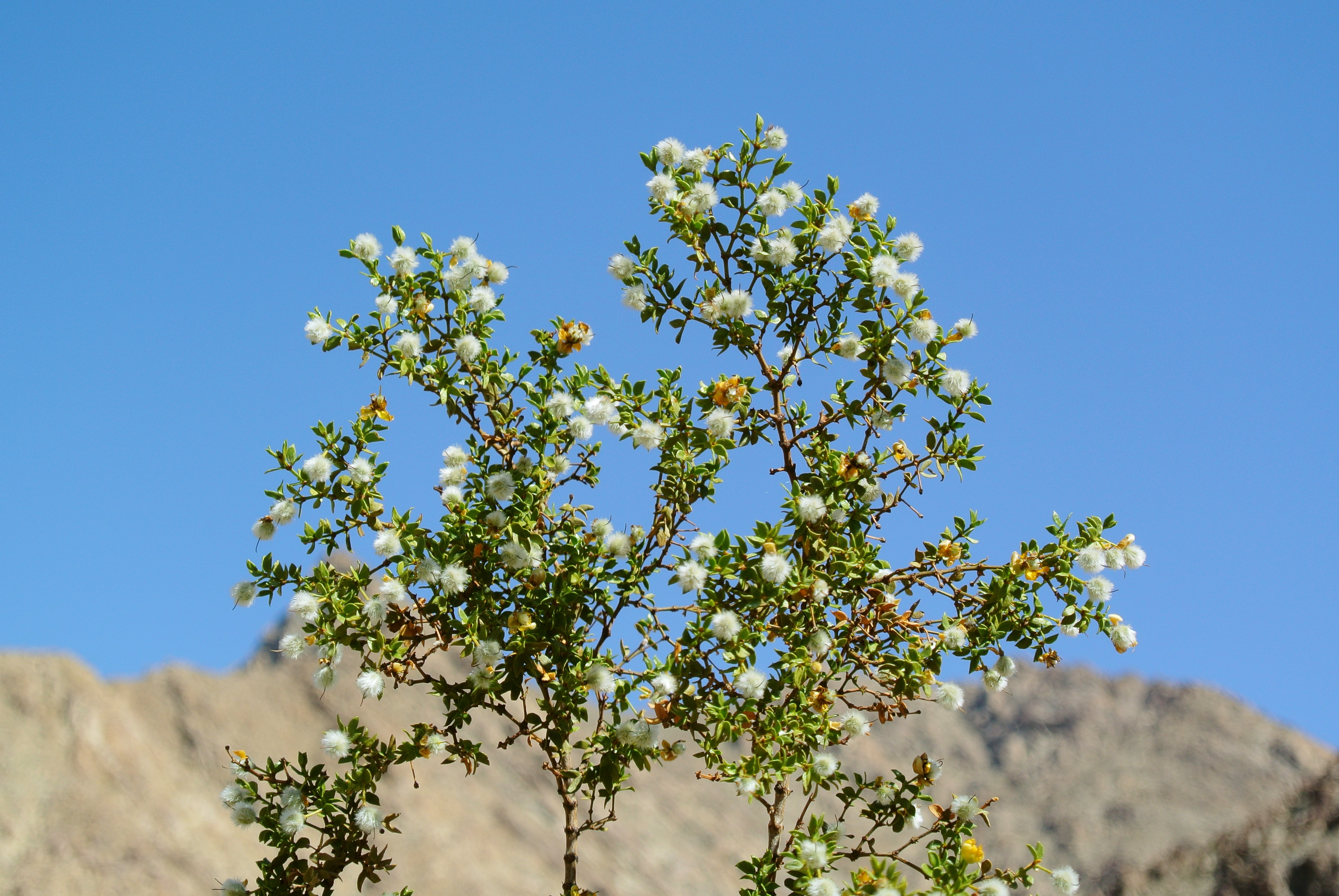
Larrea tridentata

Los gusanos de arena son los más grandes exponentes de la fauna silvestre, sólo cactus, palmeras, dátiles y otras especies propias del desierto como el ratón canguro o halcones del desierto pueden sobrevivir en los asentamientos de rocas dispersos y cercanos a la muralla escudo, una cordillera que protege en la parte norte del planeta a una vasta superficie en la que se encuentran los asentamientos humanos. La capital, Arrakeen, se encuentra dentro de esta área protegida tanto del ataque de los gusanos como de las temibles tormentas de arena del desierto.

## Más detalles de Arrakis
El resto del planeta está habitado no solo por estos cómodos ciudadanos, sino también por los fremen, tribus que vinieron al planeta miles de años atrás y que se han adaptado a vivir en el árido desierto. Y es precisamente en los enclaves de roca donde sus comunidades (llamadas sietch) han proliferado.
Estos fuertes guerreros han logrado, gracias a la especia, crecer en el comercio y tráfico. Además son humanos de muchísima resistencia que han logrado usar a los masivos gusanos de arena como medio de transporte y leer en las señales del viento y la arena cuando viene una tormenta coriolis. Dichas tormentas son llamadas así por ser causadas por el efecto coriolis del planeta y fuerzas centrífugas. Estas fuerzas hacen que las tormentas sean megaciclones y que literalmente conviertan la carne y los huesos en polvo en pocos minutos.
Es en este ambiente en que Paul Atreides consolida su poder y vence a las fuerzas del Imperio del universo conocido.